# Chewing Hides the Sound

Chewing Hides the Sound was de eerste langspeelplaat van Snakefinger, in 1979 uitgekomen op Ralph Records. De plaat werd mede-geproduceerd door the Residents, die ook een bijdrage aan negen songs leverden. Het album bevat de eerste opgenomen cover van 'The Model' van Kraftwerk. De plaat werd in 1999 heruitgebracht op cd door East Side Digital.

## Tracklist
1. The Model
2. Kill the Great Raven
3. Jesus was a Leprechaun
4. Here Come the Bums
5. The Vivian Girls
6. Magic and Ecstasy
7. Who is the Culprit and Who is the Victim
8. What Wilbur?
9. Picnic in the Jungle
10. Friendly Warning
11. I love Mary
12. The Vultures of Bombay